# Koenigsegg Agera
Agera é um hipercarro de motor central e tração traseira fabricado em 2010 pela Koenigsegg, uma fabricante sueca de supercarros. Sucessor do Koenigsegg CCX, o nome "Agera" vem do verbo sueco "agera", que significa "agir" ou "realizar alguma ação". Foi eleito o hipercarro do ano pela revista Top Gear Magazine.

## Características do modelo

### Motor e performance
No início do desenvolvimento o carro foi equipado com um motor V8 de 4,7 litros com twin-turbo de palheta fixa, mas depois foi substituto por um V8 de 5 litros feito pela própria Koenigsegg para a versão de produção do mesmo. Este motor produz 960 cavalos a 7.100 rpm e 1.100 N·m (112 kgf·m) a 4.000 rpm. O peso do motor é de 197 kg, graças a sua construção de alumínio e um coletor de admissão feito de fibra de carbono. A transmissão é de 7 velocidades, dupla embreagem com paddle shifters (borboletas no volante). É a primeira transmissão de dupla embreagem a ter apenas um eixo de entrada. A segunda embreagem diminui a velocidade do eixo de entrada durante as trocas progressivas de marcha para reduzir o tempo de sincronização da próxima marcha, resultando em trocas de marchas mais rápidas. A transmissão pesa apenas 81 kg.

### Exterior e interior
A carroceria do Agera é feita inteiramente de fibra de carbono com reforços estruturais de baixo peso. O teto rígido do carro é removível e pode ser guardado na tampa do capô dianteiro. O Chassi também é feito de fibra de carbono com reforços de alumínio em forma de colmeia no tanque de combustível para melhor distribuição de peso e segurança. A asa traseira é ajustada eletronicamente manualmente ou automaticamente para se ter uma melhor relação entre o coeficiente de arrasto e downforce, dependendo da situação e do clima. O Agera vem com rodas de alumínio forjado com um único parafuso de fixação para a roda, esta medindo 19 polegadas na frente e 20 atrás com um jogo de pneus Michelin Super Sport, que pode ser usado para velocidades superiores a 480 km/h. Outros destaques incluem o novo sistema de controle de tração, luzes de LED com um novo pacote "ghost", que utiliza nanotubo de carbono para brilhar nos botões de alumínio do carro.

## Versões

### Agera R (2011–14)

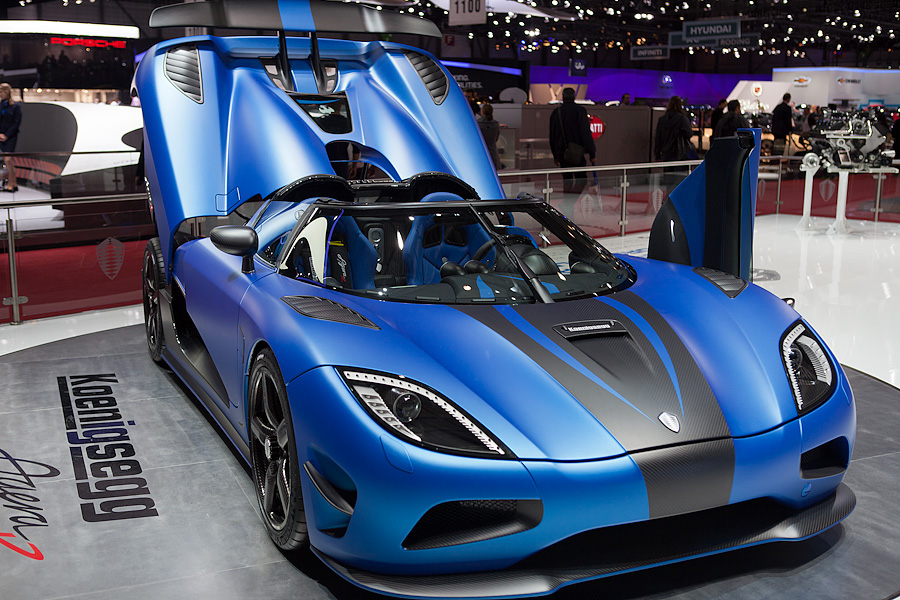
Exposição do Agera R no Salão de Geveva em 2012.

O Agera R foi introduzido em março de 2011 no Salão do Automóvel de Geneva. Vai de 0-100 km/h em 2,8 segundos e teoricamente atinge uma velocidade superior a 440 km/h, esta ainda não testada, já que, uma pista reta longa o suficiente para conseguir tal feito é pista de Ehra-Lessien, com retas de 9km de comprimento, mas que pertence ao grupo Volkswagen.
O Agera R tem um coeficiente de arrasto de Cd = 0,37 ou 0,33 a altas velocidades, graças a asa traseira adaptativa, que produz 300 kg de downforce a 250 km/h. Essa asa traseira adaptativa é bem mais leve que o convencional sistema eletro-hidráulico, já que com a velocidade a mola é pressionada para baixo, consequentemente a asa é alinhada, produzindo um menor arrasto. Além disso, os pilones que seguram a asa traseira também ajudam a retirar ar quente do compartimento do motor.
Em 2 de setembro de 2011, durante uma seção de testes em Ängelholm, o Agera R quebrou 6 recordes mundiais de velocidade em terra para um carro de produção, incluindo 0-300 km/h (14,53 segundos) e 0-300-0 km/h (21,19 segundos), recorde que em 2015 acabou sendo batido pelo Koenigsegg One:1 que acelerou de 0-300 em 11.92 segundos e 0-300-0 em 17.95 segundos. Tal desempenho deve-se a estabilidade do Agera nas frenagens, demonstrada pelo piloto de testes Robert Serwanski, que freou de 300 km/h até 0 sem precisar colocar as mãos no volante.
O Agera R pode produzir forças G laterais de 1,5 G graças ao equilíbrio mecânico e a alta aderência dos pneus Michelin Super Sport.
A versão 2013 do Agera R estreou no Salão do Automóvel de Geneva em 2012. Novidades incluem rodas de fibra de carbono, aerodinâmica aprimorada e atualizações do motor, permitindo agora a potência de 1.156 cavalos. A nova tecnologia Flex Fuel Sensor da Koenigsegg faz com que a ECU responda a diferentes qualidades de combustível e teor de álcool, reduzindo os níveis de energia, como forma de proteger o motor. O carro foi adicionado no jogo Need for Speed: Most Wanted 2012.

### Agera S (2013–14)

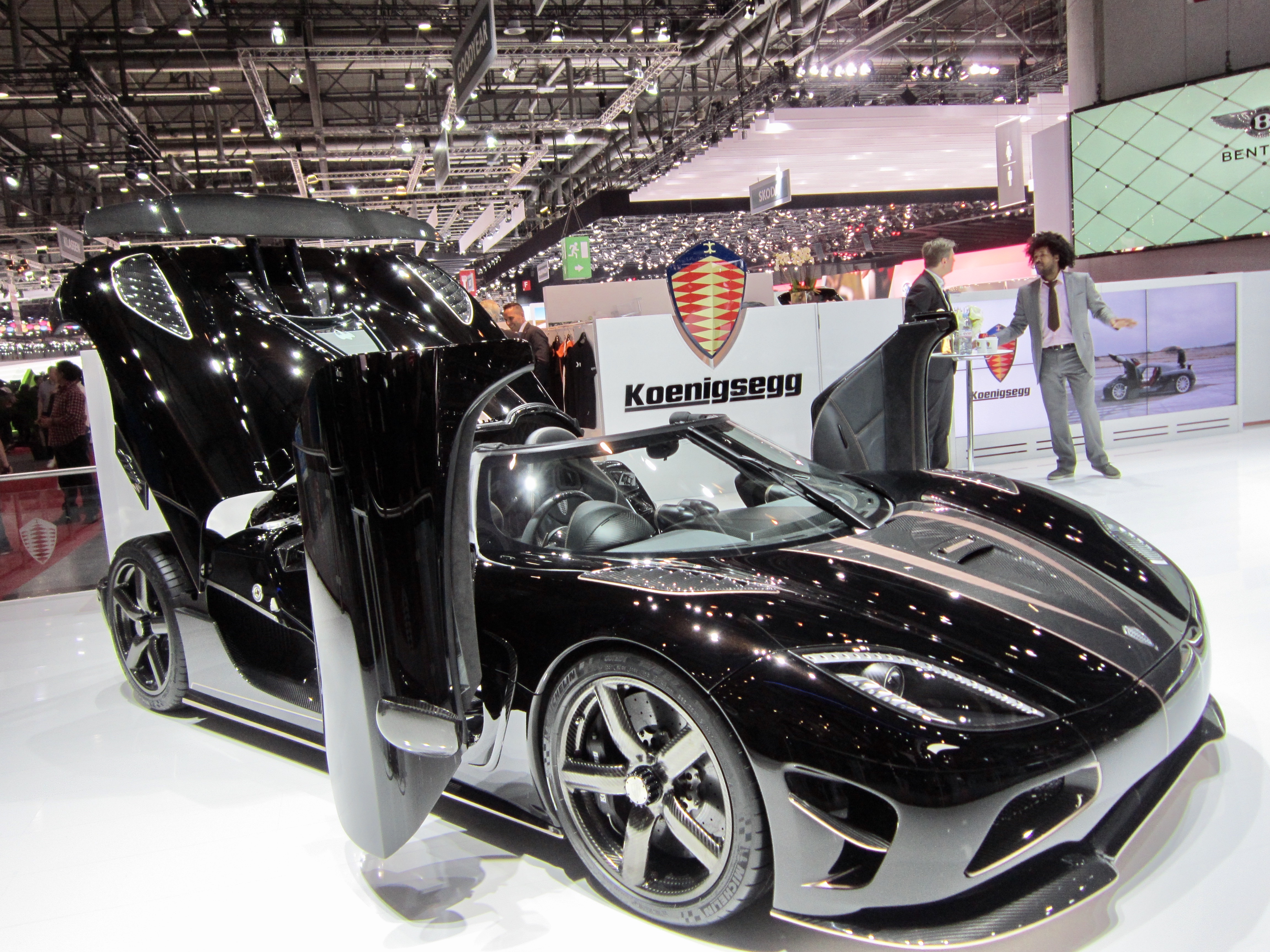
Modelo do Agera S.

Em 2013, a Koenigsegg apresentou o Agera S modelo 2014. Desenvolvido para mercados com carência de biocombustível E85, o Agera S foi otimizado a rodar com combustível de baixa octanagem, produzindo 1.044 cavalos, contra 973 do Agera R com o mesmo combustível. Porém, com o biocombustível o Agera S é ainda mais potente, produzindo 1.216 cavalos e 1.200 N·m (122,4 kgf·m). Em 2013, um Agera S foi o 100º Koenigsegg vendido, este foi produzido como uma versão especial com faixas de ouro 24 quilates, o Hundra (que é cem em sueco). Recentemente, um Agera S foi vendido em Singapura pelo preço de US$4.200.000.
Em 10 de junho de 2014, a NAZA Swedish Motors lançou o Agera S na Malásia. Foi o primeiro modelo da Koenigsegg a chegar no país. O preço sem as taxas foi de 5 milhões de MYR, só que, com as taxas esse número subiu para 15 milhões – fazendo dele um dos carros mais caros do país. O Agera S foi o único modelo oferecido no país, devido a ausência do biocombustível E85 na Malásia.

### Koenigsegg One:1 (2014–15)

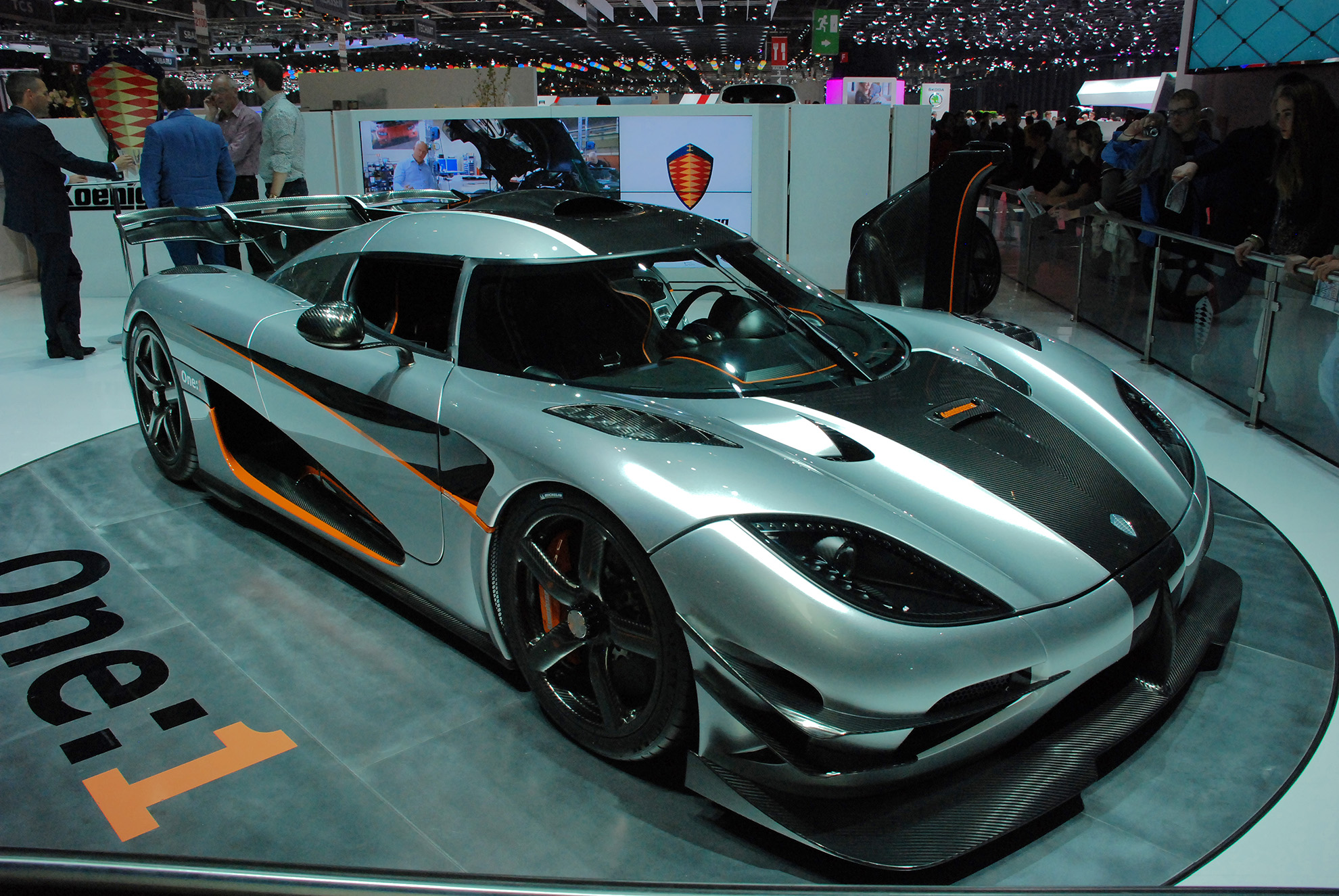
Modelo do One:1 no Salão de Geneva em 2014.

O Agera One:1 foi apresentado pela primeira vez em março de 2014 no salão de Genebra. Além deste apresentado, a Koenigsegg vai produzir mais seis carros, todos já foram vendidos. Também foi apresentado no festival Goodwood, ao lado de outros hipercarros como a McLaren P1, a Ferrari LaFerrari, o Porsche 918 Spyder e o Pagani Huayra.
O nome One:1 vem da relação entre a potência (1.360 cv) e do peso (1.360 kg), sendo um cavalo por quilograma (1:1). A potência de 1.360 cavalos é equivalente a um Megawatt, o que a Koenigsegg usa para alegar que é "o primeiro megacarro do mundo" podendo atingir a velocidade máxima de 440 km. O carro é mais focado para as pistas que os carros anteriores feitos pela Koenigsegg. Para atingir seus objetivos na construção do modelo, a Koenigsegg teve que sacrificar alguns itens. Há uma entrada de ar no teto removível, por isso não é mais possível guardá-lo no compartimento frontal, como era possível nos modelos anteriores. Por esse motivo, a Koenigsegg sacrificou o espaço do compartimento para criar mais downforce, o que reduziu sua capacidade em 40%.
O Koenigsegg One:1 vem com uma variante do mesmo motor 5 litros V8 dos modelos anteriores. Este produz 1.360 cavalos a 7.500 rpm e 1.371 N·m (140 kgf·m) a 8.000 rpm. O peso do motor é somente 197 kg, graças a construção em alumínio e coletores de admissão de fibra de carbono. A transmissão é de 7 velocidades de dupla embreagem com paddle shifters (câmbio borboleta).

### Agera RS (2015–18)

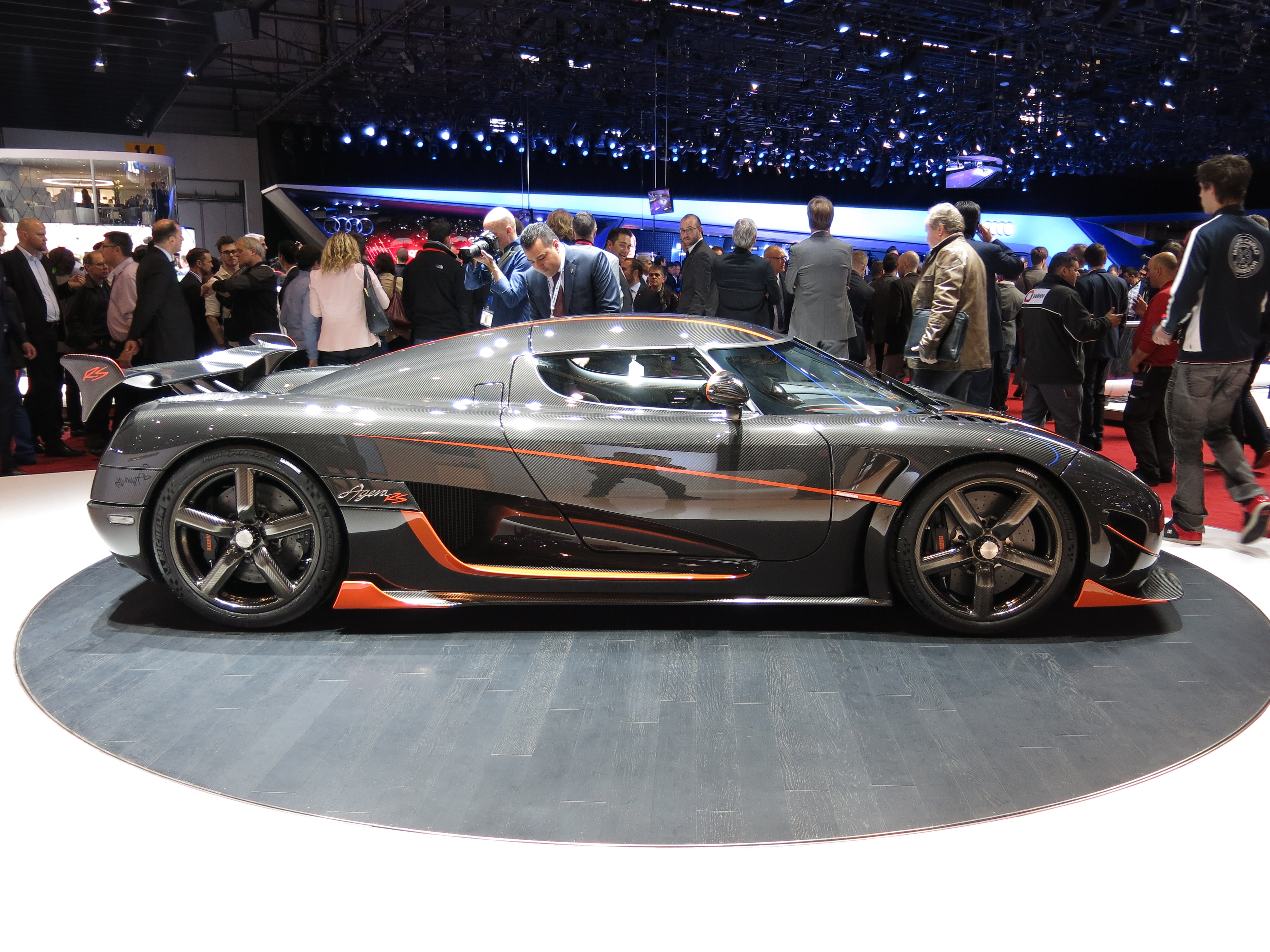
Versão do Agera RS em Gevena, 2015.

O Agera RS foi apresentado no Salão Automóvel de Genebra de 2015, juntamente com a versão protótipo do Koenigsegg Regera. O Agera RS é uma versão avançada do Agera R, implementando algumas das novas tecnologias e recursos do One:1 e combinando os recursos do Agera R e do Agera S. A Koenigsegg a classificou como "a ferramenta de pista definitiva" devido aos seus recursos leves e tecnologias otimizadas para pistas. O Agera RS produz 450 kg de downforce a 250 km/h. O motor V8 de 5,0 litros agora tem uma potência de 1.176 cv (865 kW; 1.160 cv) com gasolina comum. O pacote opcional de 1 megawatt aumenta a potência do motor para 1.360 cv (1.000 kW; 1.341 cv). Foram construídas 27 unidades do Agera RS. O modelo inicialmente seria limitado a 25 unidades, no entanto, dois carros extras foram construídos, um sendo o carro de desenvolvimento de fábrica e outro para substituir um carro de cliente danificado durante o teste de shakedown (Agera RS Phoenix construído após o queda do Agera RS Gryphon). O último Agera RS saiu da linha de produção em 4 de abril de 2018.

## Especificações dos modelos
As especificações podem variar entre carros individuais, pela diferença na montagem e o combustível utilizado.
|                                    | Koenigsegg Agera | Koenigsegg Agera R | Koenigsegg Agera R | Koenigsegg Agera S | Koenigsegg One:1 |
| Produção                           | 2010 | 2011 — 2012 | 2013 | 2013 | 2014-2015 |
| Motor                              | 5.0L V8, com dois turbo compressores. | 5.0L V8, com dois turbo compressores. | 5.0L V8, com dois turbo compressores. | 5.0L V8, com dois turbo compressores. | 5.0L V8, com dois turbo compressores. |
| Transmissão                        | paddle shift (câmbio borboleta) de 7 velocidades automatizado de embreagem simples, porém a sua embreagem possui um disco duplo. Diferencial controlado eletronicamente . | paddle shift (câmbio borboleta) de 7 velocidades automatizado de embreagem simples, porém a sua embreagem possui um disco duplo. Diferencial controlado eletronicamente . | paddle shift (câmbio borboleta) de 7 velocidades automatizado de embreagem simples, porém a sua embreagem possui um disco duplo. Diferencial controlado eletronicamente . | paddle shift (câmbio borboleta) de 7 velocidades automatizado de embreagem simples, porém a sua embreagem possui um disco duplo. Diferencial controlado eletronicamente . | paddle shift (câmbio borboleta) de 7 velocidades automatizado de embreagem simples, porém a sua embreagem possui um disco duplo. Diferencial controlado eletronicamente . |
| Potência                           | 960 cv @ 7.100 rpm | 1.115 cv @ 6.900 rpm | 1.140 cv @ 7.100 rpm | 1.216 cv @ 7.100 rpm | 1.360 cv @ 7.500 rpm |
| Torque                             | 1.100 N·m @ 4.000 rpm | 1.100 N·m @ 4.000 rpm | 1.100 N·m @ 4.000 rpm | 1.200 N·m @ 4.100 rpm | 1.371 N·m @ 6.000 rpm |
| Limitador                          | 7.500 rpm | 7.500 rpm | 7.500 rpm | 8.250 rpm | 8.250 rpm |
| Vel. Máxima                        | 420 km/h | 440 km/h | 440 km/h | 402 km/h | 455 km/h |
| 0–100 km/h                         | 2,8 segundos | 2,8 segundos | 2,8 segundos | 2,8 segundos | 2,8 segundos |
| 0–200 km/h                         | 8,0 segundos | 7,9 segundos | 7,9 segundos | 7,8 segundos | 6,6 segundos |
| 0–200–0 km/h                       | 13,5 segundos | 12,8 segundos | 12,8 segundos | 12,6 segundos | |
| 0–300–0 km/h                       | | 21,19 segundos | 21,19 segundos | | 17.95 segundos |
| 0–400 km/h                         | | | | | ~ 20 segundos |
| 400–0 km/h                         | | | | | ~ 10 segundos |
| Distância de frenagem (100–0 km/h) | 30,5 m | 30,5 m | 30,5 m | 30,5 m | 28 m |
| Peso com todos os fluidos          | 1.435 kg | 1.435 kg | 1.435 kg | 1.415 kg | 1.360 kg |

## Recordes mundiais
Recordes mundias quebrados em 8 de junho de 2015 com um One:1:
| Recorde      | Tempo     |
| ------------ | --------- |
| 0–300 km/h   | 11.92 seg |
| 0–200 mph    | 14.32 seg |
| 300–0 km/h   | 6,03 seg  |
| 200–0 mph    | 6.38 seg  |
| 0–300–0 km/h | 17.95 seg |
| 0–200–0 mph  | 20.71 seg |

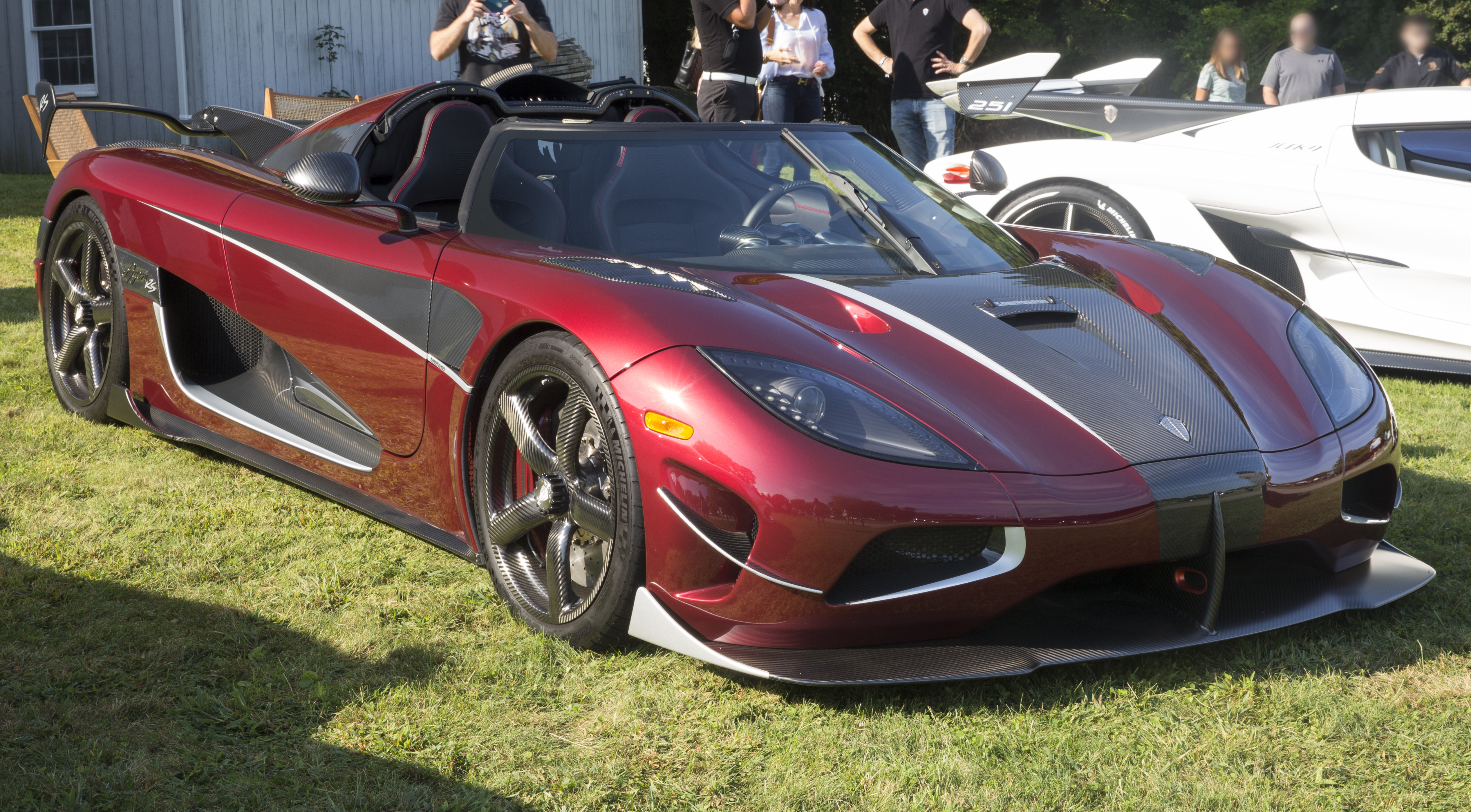
Modelo que atingiu o recorde em 2017.

Em 4 de novembro de 2017, a Koenigsegg bateu o recorde de velocidade do carro de produção com um Agera RS registrando uma velocidade média de 447 km/h (278 mph). O carro atingiu uma velocidade de 458 km/h (285 mph) durante a corrida para o norte e 436 km/h (271 mph) durante a volta para o sul — corrida de volta. O carro era dirigido pelo piloto de testes da Koenigsegg, Niklas Lilja. A corrida recorde foi feita em direções opostas em uma seção de 18 km (11 milhas) da Nevada State Route 160 entre Las Vegas e Pahrump, Estados Unidos, que foi fechada especificamente para esse fim.
| Recorde  | Velocidade             |
| -------- | ---------------------- |
| Agera RS | 277,9 mph (447,2 km/h) |